# M1 (karabina)
Karabina M1 (oficiální označení United States Carbine, Caliber .30, M1) je americká lehká samonabíjecí karabina vyvinutá v letech druhé světové války a používaná i v poválečném období.

## Historie

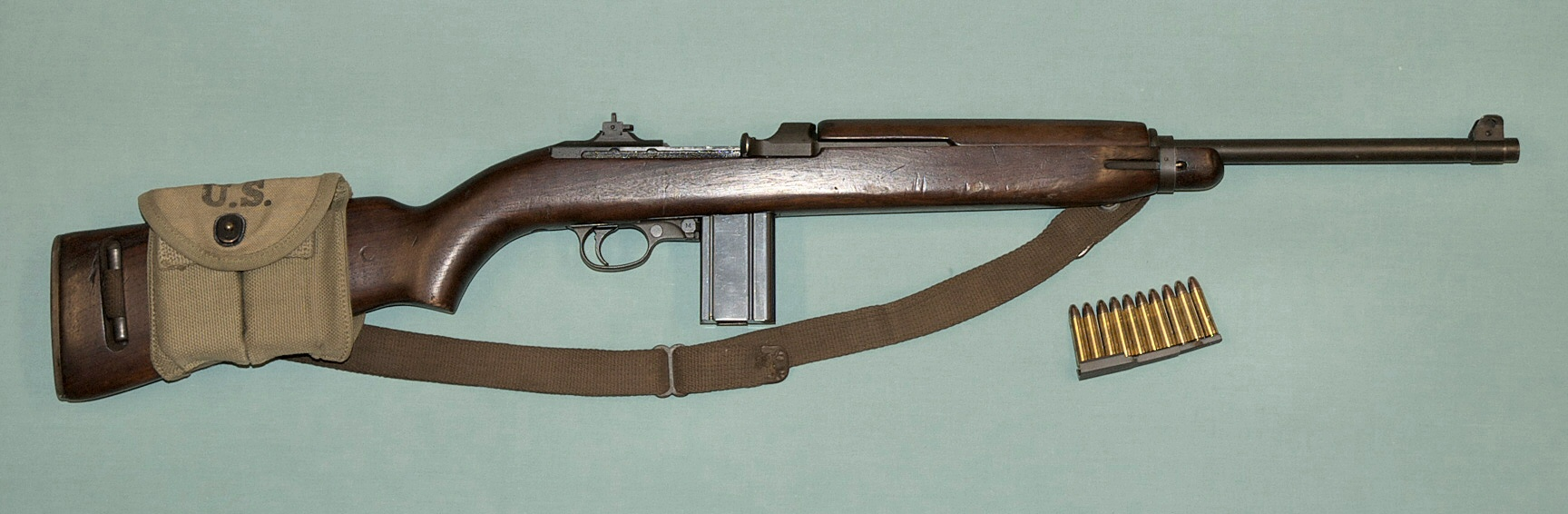
Druhoválečná M1

Tato samonabíjecí karabina vznikla podle specifikace americké výzbrojní správy požadující lehkou samonabíjecí nebo automatickou pušku nepřesahující váhu 5,5 libry (2,5 kg). Po dosavadních zkušenostech z bojů druhé světové války vyvstala potřeba zavést do výzbroje výkonnou zbraň pro výsadkáře, důstojníky, obsluhy těžkých zbraní, řidiče, spojaře a další specialisty. Pistole byly pro tento účel slabé a používaná puška M1 Garand zase příliš těžká. Firma Winchester proto vyvinula samonabíjecí karabinu zdokonalenou konstruktérem Davidem M. Williamsem. Pro tuto zbraň byl vyvinut nový náboj ráže .30 (7,62 mm) pistolového typu se zvýšeným výkonem. Byla v říjnu 1941 zavedena do výzbroje americké armády pod názvem Cal. 30. Carbine M1.

## Konstrukce
Karabina M1 pracuje na principu odběru prachových plynů příčným kanálkem ve stěně hlavně. Závěr, který má v přední části uzamykací ozuby je uzamčen pomocí rotace závorníku kolem podélné osy. Zbraň má kohoutkové bicí ústrojí a umožňuje střelbu pouze jednotlivými ranami. Dioptrické hledí je nastavitelné na 75 a 150 yardů .
Po vystřelení posledního patnáctého náboje není závěr zachycen v zadní poloze. Schránkový zásobník umístěný zespodu před spouští se musí vyměnit za plný. Pak je třeba natáhnout závěr a zbraň je opět v pohotovosti.
Pro rozborku není potřeba speciálního vybavení, jen demontážní klíč pro povolení matice pístu.

## Výroba a použití
Výroba karabiny M1 byla zahájena v roce 1941. Poprvé byly tyto karabiny bojově nasazeny při invazi v severní Africe v listopadu 1942. V průběhu války se objevily další modifikace. Provedení M1 A1 pro výsadkáře se sklopnou pažbou nebo verze M2 s možností střelby dávkou. Karabina byla velmi oblíbená u průzkumných a výsadkových jednotek pro svou pohotovost a snadnou ovladatelnost. Používala se i po druhé světové válce, například francouzskou armádou ve Vietnamu nebo britskými vojáky v Malajsii. Válečná výroba dodala více než 4 miliony těchto karabin.

### Karabina M1

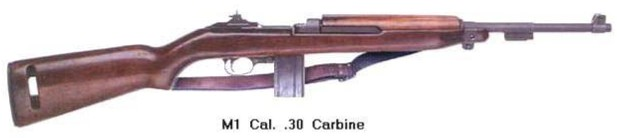
Karabina M1

První výrobní verze. Výroba zahájena na jaře 1942. Měla zásobník na 15 nábojů a vážila 2,36 kg. Používala se u pěších vojsk.

### Karabina M1 A1

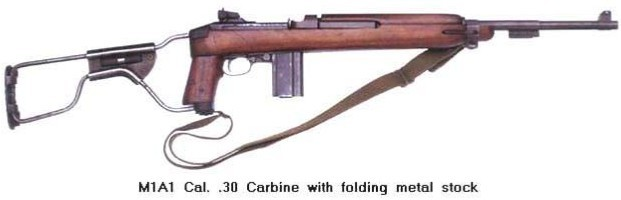
Karabina M1 A1

Verze se sklopnou ocelovou ramenní opěrkou a pistolovou rukojetí používaná u výsadkového vojska. Opět měla zásobník na 15 nábojů a vážila 2,53 kg. Přijata do výzbroje v květnu 1942 a vyráběna byla až do konce války (celkem asi 140 000 ks).

### Automatická karabina M2
Verze umožňující střelbu jednotlivými ranami i dávkou, která se objevila v září 1944. Možnost upevnění bodáku na spodní část hlavně. V dubnu 1945 k ní byl zaveden i zvětšený zásobník na 30 nábojů, který díky svému tvaru zachycoval závěr v zadní poloze. Výroba probíhala převážně až v poválečném období, celkem vyrobeno 550 000 kusů.

### Automatická karabina M3
Modifikace karabiny M2 pro noční boj. Vybavená tlumičem výšlehu a infračervenou optikou pro noční vidění. Vyrobeno pouze 2100 kusů.

## Příslušenství
Zásobníky se nosily po dvou v sumce, jíž bylo možno připnout k opasku nebo nasadit na pažbu zbraně. Používaly se též sumky Rigger. Bandalíry nebyly oficiálně zavedeny.
Výsadkáři měli na verzi M1 A1 pouzdro s možností úchytu na opasek. Plátěná pouzdra existovala i pro verzi M1 se zapínáním na zip.
Pro M1/M1 A1 byl zaveden nástavec M8 pro střelbu puškových granátů, s mířidly M15.